# Олаф Хаконссон
О́лаф Ха́конссон (дат. Óláfr Hákonsson; 1370[…], Акерсхус, Осло — 3 августа 1387, Фальстербу, Мальмёхус) — сын норвежского короля Хакона Магнуссона и Маргариты Датской — дочери датского короля Вальдемара IV.

## Биография
В 1376 году Олаф вступил на датский престол под именем «Олаф II». По другим данным он именовался «Олаф III», так как в истории Дании был официально не признанный король Олуф II, который правил в Сконе с 1139 года по 1141 год.
Олаф стал наследником норвежского престола, когда был избран королём Дании. После смерти отца он в 1380 году унаследовал норвежский престол. На норвежском престоле он находился под именем «Олаф IV». Была заключена датско-норвежская уния, просуществовавшая до 1814 года. В течение этого периода, за исключением небольшого перерыва, в Дании и Норвегии правил один король.
В 1385 году Олаф достиг совершеннолетия и был провозглашен королём Сконе, которая с 1370 года принадлежала городам Ганзы. Также с 1385 года претендовал на шведский престол (в оппозиции к Альбрехту Мекленбургскому), но умер в 1387 году.
После преждевременной кончины Олафа его мать Маргарита Датская в 1389 году сумела объединить Данию, Норвегию и Швецию под властью одной короны, в 1397 году была заключена Кальмарская уния.
В 1402 году человек из прусского Грауденца пытался выдать себя за Олафа, но был обличён и сожжён на костре в Лунде по приговору датского суда.